# Stock (RPWL)
Stock is een verzamelalbum/studioalbum van de Duitse band RPWL. Het album bevat muziek uit de tijd dat de band net begon, zie daarvoor het album Terminal breath. De band was niet tevreden met de kwaliteit en nam hun "oude" muziek opnieuw op en maakte het meteen geschikt voor dvd-audio, die "gratis" werd meegeleverd

## Musici
- Yogi Lang – zang, toetsinstrumenten
- Karlheinz Wallner – gitaar
- Phil Paul Rissettio – slagwerk
- Andreas Wernthaler – toetsinstrumenten
- Stephan Ebner – basgitaar

Met medewerking van Conny K (zang) en Chris Postl (basgitaar)

## Muziek
| Nr. | Titel                    | Duur  |
| --- | ------------------------ | ----- |
| 1.  | Open (Syd Barrett)       | 5:27  |
| 2.  | The way is it            | 5:48  |
| 3.  | Perceptual response      | 1:21  |
| 4.  | Forgive me (part1 )      | 1:39  |
| 5.  | Gentle art of swimming   | 10:17 |
| 6.  | Who do you think you are | 3:36  |
| 7.  | Going outside            | 0:24  |
| 8.  | Sun in the sky           | 4:23  |
| 9.  | Forgive me (part 2)      | 3:03  |
| 10. | Forgive me (part 3)      | 3:07  |